# Awk
AWK är ett verktyg och programspråk i Unix / Linux. Det finns tre versioner av awk: awk, nawk, och gawk. De två sista är kompatibla med awk. Awk är mycket användbart i kombination med andra verktyg som till exempel grep och syftet med awk är att enkelt kunna söka i och behandla stora textmassor. 
Själva språket är en blandning av grep, snobol, ed och c och skapades 1977 av Alfred V. Aho, Peter J. Weinberger och Brian W. Kernighan. Deras initialer har gett awk dess namn. Scriptspråket Perl gör till viss del samma saker som awk.
För att få reda på mer om awk i unix/linux skriver man:
$ man awk